# جبل قهوي

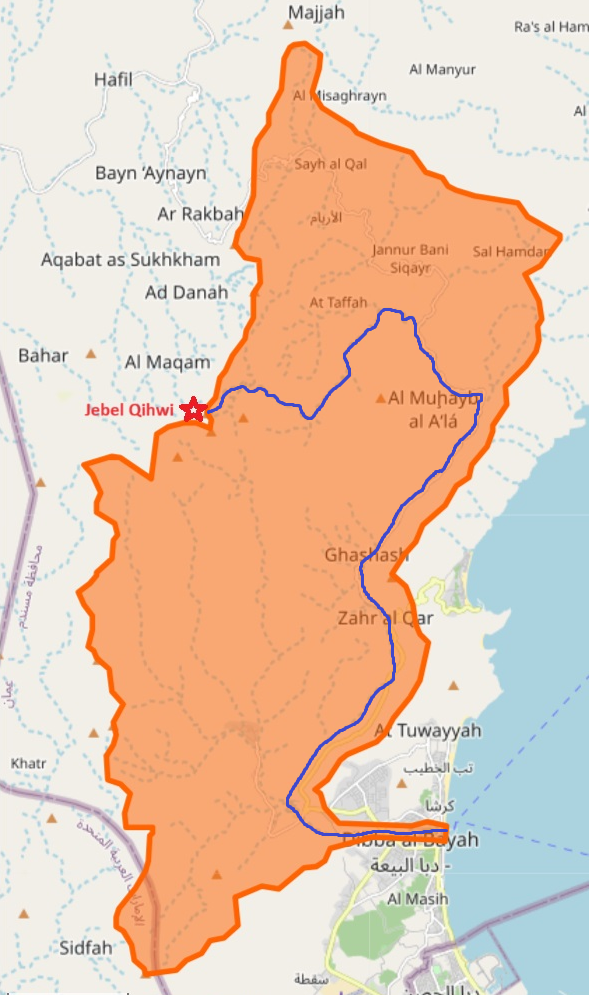
جبل قهوي، أعلى نقطة في حوض وادي خَب شمسِي.

جبل قهوي أو جبل قعوة إلى جانب جبل الحريم (2087) و جبل بلي عيس/جبل جيس (1911)،  هي الجبال الثلاثة الأعلى والأكثر تمثيلاً في محافظة مسندم في عمان. يتميز جبل قهوي بارتفاع قدره 1435 وبارامتر كم، ويرتفع في المنطقة الوسطى للحدود الغربية لمجموعة صرف المياه لوادي خَب شمسِي.
يَقَع قِمَّته على ممر المياه، بين أحواض وادي خَب شمسِي (الذي يصب في خليج عمان) ووادي به، الذي له مصادره الرئيسية في المنحدرات الجنوبية والشرقية لـ جبل الحريم (2087)، في محافظة مسندم، ويصب في الخليج الفارسي، في منطقة الإمارات العربية المتحدة.
يحتوي الجبل على منحدر شديد، مقسَّم إلى خطوات قصيرة وعالية، ويتضمن قمتين مهمتين: القمة الشمالية (جبل قهوي)، وقمة أقل 450 جنوبًا، حيث توجد محطة الطقس، ويُسمى جبل خب في بعض الخرائط، بارتفاع 1708. على بُعد كم شمال جبل قهوي، توجد قرية وممر الجبال عقبة الأسو / عقبة أوسو، الذي يقع أيضًا على خط تقسيم المياه، بارتفاع 940.

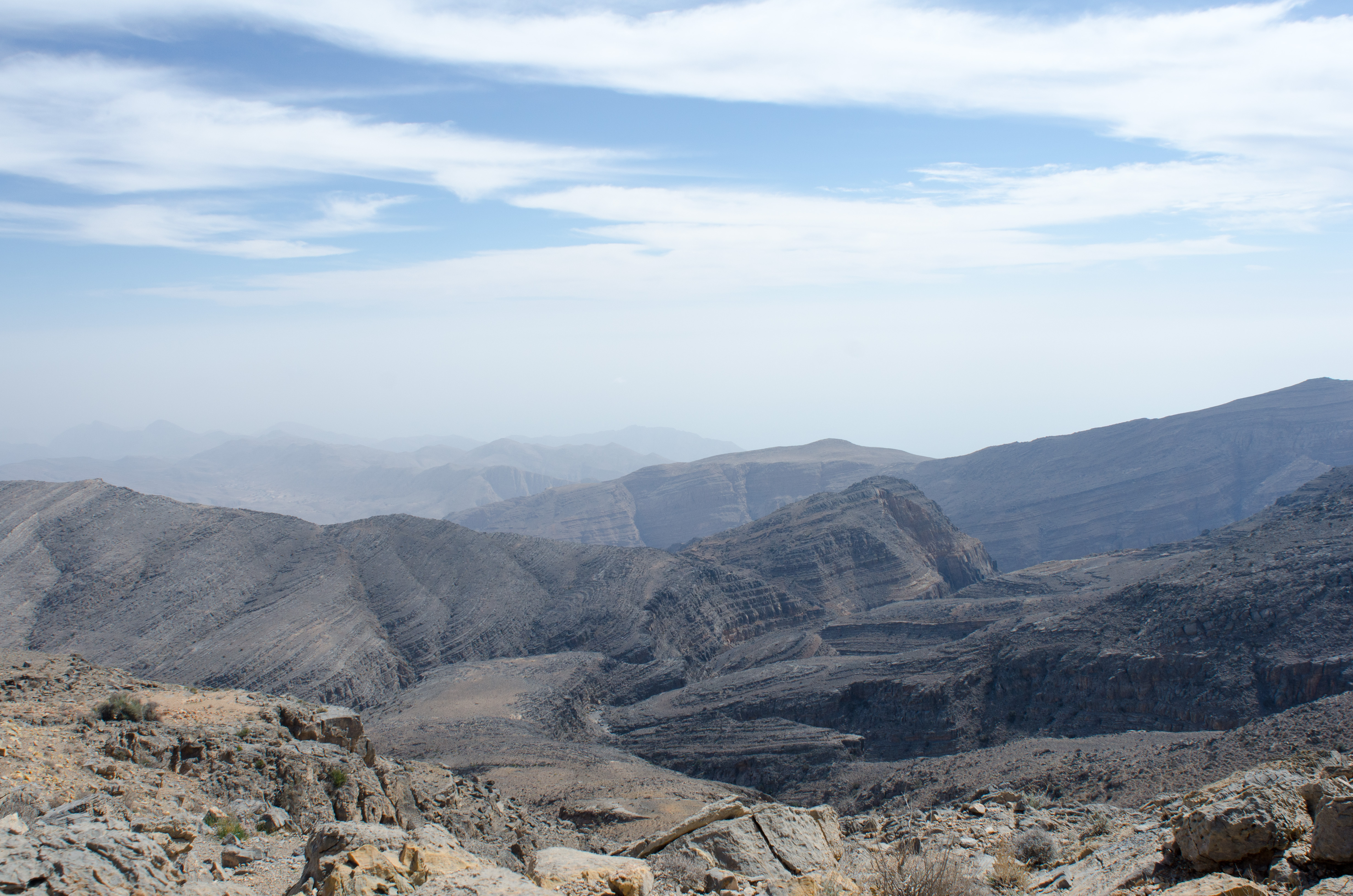
جبل قهوي، على ممر المياه، بين أحواض وادي خَب شمسِي ووادي به

تمر عبر هذا ممر الجبال طريق ترابية يبلغ طولها كم، تُسمى طريق وادي خب شمسِي، التي تبدأ من دبَّا البيعة وتنتهي عند طريق وادي به - رأس الخيمة (تنتهي في محافظة مسندم)، ويمكن استخدامها لمرور المركبات المجهزة للطرقات الوعرة. تتبع هذه الطريق جزءًا من قاع النهر لوادي خب شمسِي وبعض روافده، وعبر سلسلة جبال تعبر بارتفاع إيجابي متراكم قدره 1750 وانحدار سلبي قدره 1500.

## التسمية

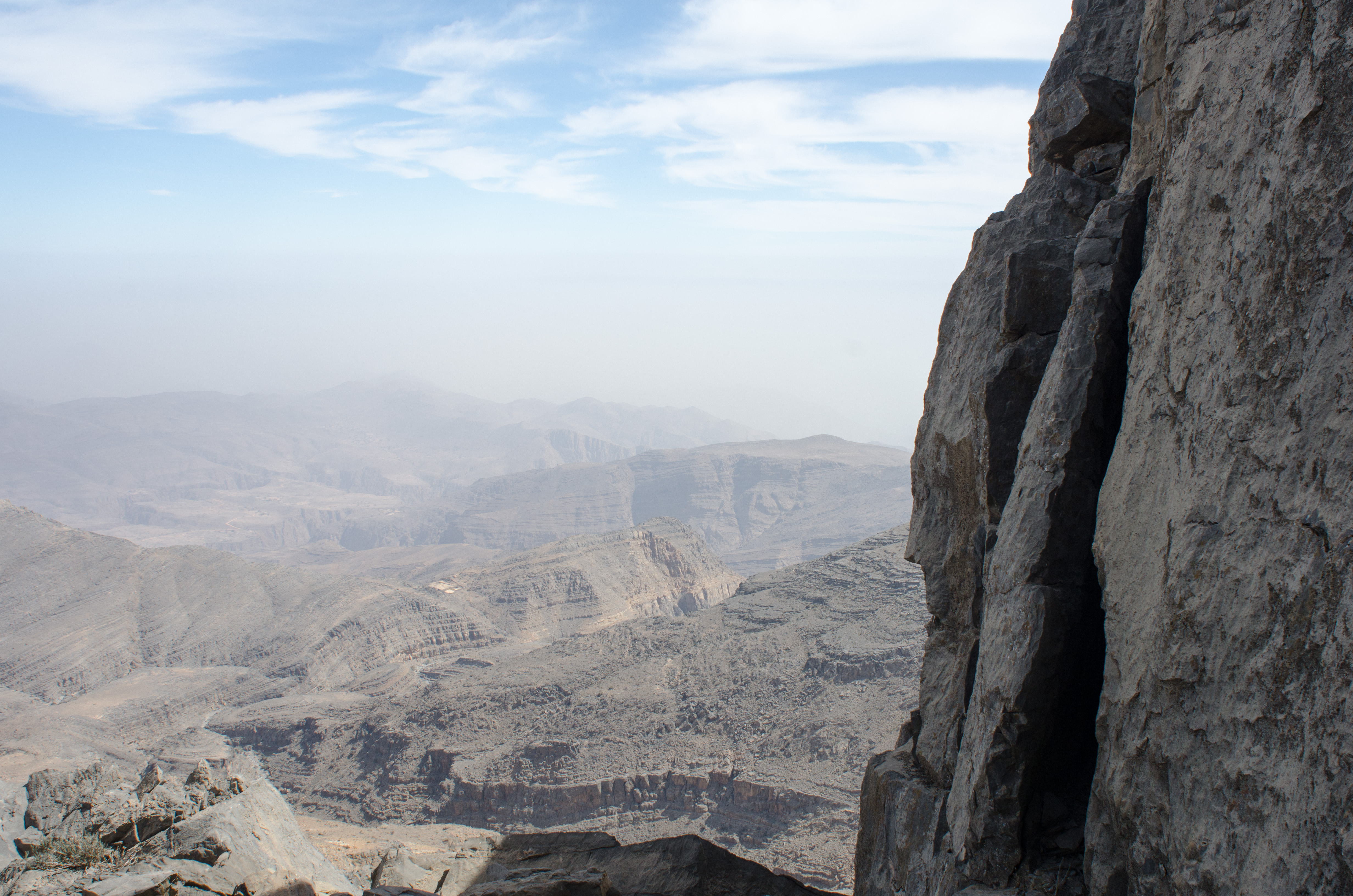
جبل قهوي، القمة الحادة المنقسمة إلى خطوات قصيرة ومميزة

أسماء بديلة: جبل كوا، جبل قاعوة، جبل قاعوة، جبل قاعوة، جبل قهوي، جبل قهوي.

## التوثيق
تم تسجيل اسم جبل قهوي (بما في ذلك الإملاءات جبل قاعوة وجبل قاعوة) في الوثائق والخرائط التي أعدت بين عامي 1950 و 1960 بواسطة البريطاني جوليان ف. ووكر، وهو مختص بالخرائط والضابط العسكري والدبلوماسي، وذلك للعمل الذي تم تنفيذه لتحديد الحدود بين ما كان يسمى دول المحمية، التي تم إكمالها لاحقًا بواسطة وزارة الدفاع البريطانية، في خرائط مقياس 1:100,000 التي نشرت في 1971، وغيرها من الوثائق السابقة التي تم الاحتفاظ بها في الأرشيف الوطني البريطاني.

## السكان
كانت المنطقة الجغرافية لجبل قهوي تاريخيًا مأهولة من قبل قبيلة الشيحوه شبه البدوية، وهي فرع من بني شطير، أحد الفرعين الرئيسيين للقبيلة، والتي احتلت، إلى جانب أراضٍ أخرى، مناطقها القبلية في مقعدية ودهامرة.